# Kosmo (Nordland)
Kosmo est une localité du comté de Nordland, en Norvège.

## Géographie
Administrativement, Kosmo fait partie de la kommune de Fauske.